# Jurij Gavrilov
Jurij Vasil'evič Gavrilov (in russo Юрий Васильевич Гаврилов?; Setun, 3 maggio 1953) è un ex calciatore e allenatore di calcio sovietico, dal 1991 russo, di ruolo centrocampista.
Ha militato nello Spartak Mosca, nella Dinamo Mosca, nella Lokomotiv Mosca e nel Dnipro Dnipropetrovs'k.
Con la Nazionale sovietica ha giocato 46 partite segnando 10 gol tra il 1978 e il 1985.

## Palmarès

### Giocatore

#### Club
- Vysšaja Liga: 2

Dinamo Mosca: 1976 (primavera)
Spartak Mosca: 1979
- Kubok SSSR: 1

Dinamo Mosca: 1970
- Pervaja Liga: 1

Spartak Mosca: 1977

#### Nazionale
- Bronzo olimpico: 1

Mosca 1980

#### Individuale
- Capocannoniere della Vysšaja Liga: 1

1983 (18 gol)